# シャヒマルダン
シャヒマルダン (ラテン文字: Shohimardon, Shahimardan, Shakhimardan、ウズベク語: Shohimardon / Шоҳимардон、キルギス語: Шохимардон、ロシア語: Шахимардан) はウズベキスタン・フェルガナ州フェルガナ地区の村である。

## 概要
シャヒマルダンはウズベキスタンの飛地にあたり、周囲をキルギス領（バトケン州カダムジャイ地区）及びパミール・アライ山脈に囲まれている。伝承によると、第4代正統カリフであるアリー・イブン・アビー・ターリブはシャヒマルダンに埋葬されたとされている。ウズベキスタンの詩人ハムザ・ニヤージーは1929年に殺害されるまでシャヒマルダンで生活していた 。